# Ferdinand Raimund
Ferdinand Raimund, ursprungligen Ferdinand Jakob Raimann, född den 1 juni 1790 i Wien, död den 5 september 1836 i Pottenstein (efter ett självmordsförsök), var en österrikisk skådespelare och författare av folkdramer.
Raimund var i sockerbagarlära, tills han 1808 av sin teaterhåg drevs att rymma. Han spelade först vid smärre trupper, tillhörde 1817–1830 Leopoldstadt-teatern i Wien och utmärkte sig genom en ypperlig karakteriseringsförmåga i lokalkomiska roller. År 1823 började han skriva feerilustspel, vilka gjorde honom högeligen folkkär. Han anträdde 1830 en följd gästspelsresor i Tyskland. Raimunds bästa pjäser är Der Diamant des Geisterkönigs (1824), Der Bauer als Millionär (1826), Der Alpenkönig und der Menschenfeind (1828) och Der Verschwender (1833; "Slösaren", 1846). Folkdramatiken, som i det övriga Tyskland längesedan tillintetgjorts av konstdiktningen, levde med friskt liv kvar i Österrike. Raimund införlivade sig med detta folkdramas bästa element och vidarebildade dem med sin naiva skaldeförmåga, vanligen utan all främmande eller lärd inblandning. Hans skådespel är på en gång rörande och muntrande. Han vet att helgjutet sammansmälta en fantastisk-allegorisk fevärld med en frisk verklighetsskildring och däröver kasta belysningen av en halvt vemodig levnadsfilosofi. Hans visor blev folkvisor, hans infall stående kvickheter i Wien. Ett minnesmärke (av Vogl) restes honom 1898 i Wien. Hans brev till Antonie Wagner trycktes 1894 i band 4 av "Jahrbuch der Grillparzer-Gesellschaft". Hans Sämmtliche Werke utgavs 1837 (flera upplagor), på nytt av Glossy och Sauer 1880–1881 (3:e upplagan 1903) och av Castle 1903.